# Américo Gallego
Pour les articles homonymes, voir Gallego.
Américo Rubén Gallego, né le 25 avril 1955 à Morteros dans la province de Córdoba en Argentine, est un footballeur argentin désormais reconverti en entraîneur. Il évoluait au poste de milieu de terrain.

## Biographie
Il a tout d'abord joué pour les Newell's Old Boys, avant d'être transféré en 1980 à River Plate. Avec River Plate il a remporté en 1986 la Copa Libertadores, la Coupe intercontinentale et la Copa Interamericana.
Il a remporté la Coupe du monde 1978 et a participé à la Coupe du monde 1982 avec l'équipe d'Argentine. De 1975 à 1983 il a reçu 73 sélections en équipe nationale et a inscrit 3 buts.
Après sa carrière de joueur il s'est reconverti en entraîneur. Il a tout d'abord dirigé le club de River Plate, puis le CA Independiente. Il a ensuite entraîné les Newell's Old Boys, le club mexicain de Toluca, et les Tigres UANL. 

## Clubs (joueur)
- 1974-1980 : Newell's Old Boys  Argentine
- 1981-1988 : CA River Plate  Argentine

## Palmarès (joueur)
- Vainqueur de la Coupe du monde 1978 avec l'équipe d'Argentine
- Vainqueur du Tournoi de Toulon en 1975 avec l'équipe d'Argentine des moins de 20 ans
- Vainqueur de la Copa Libertadores en 1986 avec River Plate
- Vainqueur de la Coupe intercontinentale en 1986 avec River Plate
- Vainqueur de la Copa Interamericana en 1986 avec River Plate
- Champion d'Argentine en 1986 avec River Plate

## Clubs (entraîneur)
- 1994-1995 : CA River Plate  Argentine
- 1995-1998 : équipe d'Argentine (adjoint de Daniel Passarella)
- 1998-2000 : CA River Plate  Argentine
- jan. 2002-déc. 2002 : CA Independiente  Argentine
- 2003-2004 : Newell's Old Boys  Argentine
- 2005-2007 : Club Toluca  Mexique
- 2007-fév. 2008 : Tigres UANL  Mexique
- mars 2009-2010 : CA Independiente  Argentine
- fév. 2011-2011 : Colo Colo  Chili
- 2012-avr. 2013 : CA Independiente  Argentine

## Palmarès (entraîneur)

### En Argentine
- Vainqueur du Tournoi d'ouverture en 1994 avec River Plate, en 2002 avec le CA Independiente, et en 2004 avec les Newell's Old Boys
- Vainqueur du Tournoi de clôture en 2000 avec River Plate

### Au Mexique
- Vainqueur du Tournoi d'ouverture en 2005 avec Toluca
- Finaliste de la Ligue des champions de la CONCACAF en 2006 avec Toluca